# Конище
Кони́ще — село в Україні, у Ратнівській селищній громаді Ковельського району Волинської області. Населення становить 620 осіб.

## Історія
У 1906 році село Гірниківської волості Ковельського повіту Волинської губернії. Відстань від повітового міста 52 верст, від волості 3. Дворів 33, мешканців 24 
12 червня 2020 року, відповідно до розпорядження Кабінету Міністрів України № 708-р «Про визначення адміністративних центрів та затвердження територій територіальних громад Волинської області», увійшло до складу Ратнівської селищної територіальної громади.
19 липня 2020 року, в результаті адміністративно-територіальної реформи та ліквідації Ратнівського району, село увійшло до новоутвореного Ковельського району.
Історія села і школи
Одна з писемних згадок про село Конище відноситься до 1604року. 20 червня вказаного року король видав грамоту, у якій передав маєток Конище священику Ратнівського Богородичного приходу. З документу випливає, що острів є власністю вказаної церкви. Після указу острів було заселено вільно прибулими людьми. 1819 року налічувалося 9 хат, жителі яких вважалися церковними слугами. У1850 році острів переведено в казну. За даними Волинської губернії у селі налічувалося 33 двори  і мешкало 240 осіб. Населений пункт складався з таких частин: Підосове, Закалюжа, Забагно. Назв вулиць не існувало. 
Не обминула село страшна Друга світова війна. На фронт пішли 24 чоловіки, з яких 10 – загинули, 8 – пропали безвісти. Дух патріотизму спонукав людей брати участь у визвольній війні. Через це багатьох було репресовано. В часи незалежної України реабілітували лише двох з них. 
```
На момент 2002 року в селі налічувалося 164 господарства. До цих господарств належало 150 га орної землі, 7 тракторів, 10 легкових автомобілів і близько 150 коней. Серед мешканців – вельмишановний Пословський Юхим Кіндратович – ветеран Другої світової війни і голова колгоспу, який на даний час уже відійшов у вічність.
```

Майже кожен житель села Конище знає легенду, яка пов'язана з його виникненням. Багато років тому на цьому місці ніхто не жив, навколо були лише болота і невеличкий острівець. Один заможний чоловік планував поїздку поблизу села, певно, щоб дістатися до якогось з ближніх сіл. Їхав він на коні. Кінь цей був величезним і сильним. Усі, хто його бачив, дивились на нього із захопленням і здивуванням. В той день усе пішло за найгіршим сценарієм.  Через погану погоду болото розтяглось і захопило частину дороги. Кінь спочатку виривався з обіймів тягучої смерті, та потім його сили скінчились і вибратись він не зміг. Господар побачив, що кінь то не і одразу ж зліз з нього та виліз на дерево. Сльози капали з очей, коли бачив хазяїн,як його красивий і сильний кінь помирає в тягучому болоті. Вирішив після цього господар назвати це місце на честь свого коня "Конищем", загладивши свою провину.
Сучасне село Конище входить до складу сільської ради с. Прохід. Воно розташоване на відстані 2,5 км від с. Прохід й автомобільної магістралі Київ-Брест. До села дорога з твердим покриттям побудована у 1987 році. 
Клуб було споруджено  у 1965році, а в 1988 – ФАП.
Школи спочатку у селі не було. Діти ходили навчатись у село Гірники за 4 кілометри. Початкова школа почала діяти на території села у 1940 році. На час війни вона припинила свою діяльність  і відновила лише  в повоєнний час.  Розміщувалась вона в хатах жителів с. Конище. У1973 році було збудовано більше приміщення, а в 1990 році здано в експлуатацію нове. На момент 1999 року у школі навчалось 79 учнів, працювало близько 20 педагогів. Серед педагогів-ветеранів згадують імена Чесак Г. П., яка була завідуючою початковою школою, Савчук Й. Д. Тривалий час директором школи працювала Чесак Катерина Юхимівна. 
З 2013 року школу очолює Михалевич Андрій Йосипович. Зараз у школі налічується 101 учень. 
Історія церкви
В обіймах стрункого лісу, торкаючись до небес, красується на маленькому пагорбі святиня села Конище – церква.  
Історія храму бере початок у 1870 році, коли на околиці села було відкрито кладовище. У 1871 році на його території спорудили усипальницю.  
20 жовтня 1888 року усипальницю було перебудовано на каплицю з навісом для дзвонів — за кошти місцевих парафіян. У каплиці встановили старий іконостас, привезений із села Видраниця — з ліквідованої тамтешньої Миколаївської церкви.
9 вересня 1897 року каплиця була освячена як кладовищенський храм на честь святих праведних богоотців Іоакима і Анни
XX століття   увійшло в історію як століття тривоги і руйнації,  особливо в конкретних соціальних  аспектах, зокрема, в релігійному. Торкнулись ці події і нашої церкви. У 1948 році храм був знятий з реєстрації і закритий як аварійний. Тривалий час на пагорбі не лунали дзвони. Місцеві старожили розповідають, як у той тяжкий період долали десятки кілометрів, аби  потрапити на богослужіння в сусідні села. Неодноразово люди ходили пішки до Києво-Печерської і Почаївської лаври. Весь час поки церква була зачинена, людей не залишала надія на те, що  колись вони знову зможуть вільно відвідувати свій храм.  
Місцеві жителі розповідають багато історій про той момент в їх релігійному житті. Ось одна з них.
Розповідає мешканка  села:
«Я ще зовсім мала тоді була. Люди в Гірницьку церкву йшли, аби Богу помолитись, а бувало й в Почаїв пішки! Одного разу хтось з села йшов біля храму і здалося йому, що ніби хор співає і служба Божа йде. Так тепло на душі стало відразу. Певно, зрадів, подумав, що храм відчинили. Підійшов ближче, а на дверях замок висить, як і раніше висів. І не один він певно таке чув…».
На жаль, політичні репресії 20-го століття активно впливали  на свідомість більшості і на культурні цінності населення району. Єдине, що лишилось у людей – віра в Бога і надія на відбудову.
23 листопада 1989 року  храм було відчинено і освячено на честь Святих Праведних Богоотців Іоакима та Анни. Радості людей не було меж. 
З 1990 року богослужіння в селі проводив протоієрей Сергій Савчук, а з 1992 року – протоієрей Стефан Дудка. З2004 року настоятелем храму є священик Ярослав Яслинський.
```
Церква  для села – це  мати, яка веде своїх дітей до спасіння. Вона бере активну участь у їх вихованні . Майже всі жителі села Конище виховують у своїх  дітей моральні цінності,опираючись на церковні звичаї і традиції, тим самим допомагають їм правильно розвиватись. Також тривалий час при храмі діє недільна школа, яка виховує дітей на основі закону Божого.
```

На горбочку в світлі сонця 
Майорить святиня наша.
Видно крізь скляні віконця,
Як несе священик чашу .
Чути, як співає Богу 
Хор і люд церковний весь.
У неділю кличе знову!
Це спасіння для сердець.
Ліс пахучий, синє небо ,
що так прагне ця душа.
Церкво, хочу так до тебе 
І в житті, і у віршах.
Там ікони і лампади,
Там співають янголята,
Там немає зла й неправди.
Є там дітки, мами, тата.
Там цвітуть пахучі квіти,
Шепотить старенький ліс.
Туди хочеться летіти 
В радості і серед сліз. 
Там лунають гучно дзвони 
І торкаються душі,
І неділя там святкова 
В сонце, в бурю і в дощі.
Захисти мене, церкво моя, 
Від біди, від зневіри і горя.
Твоя сила, мудрість твоя 
В душах наших  спасіння хай творить.
Ятчук Світлана Сергіївна

## Населення
Згідно з переписом УРСР 1989 року чисельність наявного населення села становила 462 особи, з яких 222 чоловіки та 240 жінок.
За переписом населення України 2001 року в селі мешкали 552 особи.

### Мова
Розподіл населення за рідною мовою за даними перепису 2001 року:
| Мова       | Відсоток |
| ---------- | -------- |
| українська | 99,46 %  |
| російська  | 0,36 %   |
| білоруська | 0,18 %   |